# 박창식 (1958년)
박창식(朴昌植, 1958년? - )은 조선민주주의인민공화국의 정치인이다. 함경북도 청진시에서 태어났다. 박창식은 1986년에 최고인민회의에 참가했다.

## 같이 보기
- 조선민주주의인민공화국의 정치